# Canton-Tremblay
Canton Tremblay est une ancienne municipalité de la région administrative du Saguenay–Lac-Saint-Jean située dans la province de Québec, au Canada.
Lors des réorganisations municipales québécoises ayant engendré les fusions municipales de 2002, Canton Tremblay fut scindé en deux parties. La partie sud fut annexée à la nouvelle ville Saguenay et devint le secteur Canton Tremblay dans l'arrondissement de Chicoutimi alors que la partie nord fut fusionnée à la municipalité de Saint-Honoré. Au moment de la fusion, la municipalité comptait 3 579 habitants.

## Historique
C’est en 1843 que l’arpenteur Louis Legendre entreprit les travaux d’arpentage pour circonscrire techniquement le canton Tremblay. Il a tracé les délimitations et tira les premières lignes des lots comprenant la partie occupée du premier rang est et ouest du canton.
L’érection du canton Tremblay remonte au 7 octobre 1848. Sa superficie était de 43 400 acres lors de la signature des lettres patentes. Il était borné au sud-ouest, par la rivière Saguenay ; au nord-ouest, par le canton Simard ; au sud-est, par le canton Harvey ; et au nord-est, par les terres vacantes de la couronne.
L’occupation se fit graduellement et c’est la Compagnie de la Baie d'Hudson qui signa les premières lettres patentes concédant des terres dûment enregistrées au gouvernement, le 17 novembre 1847. Dès 1851, le canton Tremblay comptait 422 habitants et comportait 2 030 arpents en culture. Considérés comme « squatters », les premiers colons enregistrèrent à leur tour les propriétés. En octobre 1850, David E. Price enregistre également plusieurs lots.
En 1855, le canton de Tremblay obtenait son statut de municipalité. Ambroise Gagnon fut le premier maire. Le 27 juin 2001, le Gouvernement du Québec adoptait le décret 841-2001, fusionnant la partie sud du territoire de la municipalité de Canton Tremblay à six autres entités municipales pour former la nouvelle ville de Saguenay. La partie nord du canton fut annexée à la municipalité de Saint-Honoré.

### Liste des maires de la municipalité de Canton-Tremblay
- Ambroise Gagnon	1855-1858
- Toussain Bouchard	1858-1860
- Médor Hudon 	        1860-1862
- Ambroise Gagnon	1862-1864
- Nazaire Boucher	1864-1870
- David Tessier		1870-1875
- Honoré Petit		1875-1891
- Nazaire Boucher	1891-1893
- Joseph Villeneuve	1893-1894
- Jimmy Tremblay		1894-1897
- Georges Hudon		1897-1903
- Ludger Petit		1903-1929
- Émile Simard		1929-1949
- Nazaire Boucher	1949-1955
- Johnny Boucher		1955-1963
- Léonce Villeneuve	1963-1969
- Charles-Eugène Tremblay 1969-1973
- Henri Roy	        1973-1976
- Laval Gauthier	        1976-1984
- Noël Tremblay	        1984-2002

## Géographie

### Territoire
Le secteur Canton Tremblay se situe dans la partie nord-est de ville Saguenay. Il est délimité par la municipalité de Saint-Honoré au Nord, la municipalité de Saint-Fulgence à l'Est, la Rivière Saguenay et le secteur Chicoutimi-Nord au Sud, et la Rivière aux Vases et le secteur de Shipshaw à l'est.
Une partie du Fjord du Saguenay est située sur son territoire.

## Culture

### Le premier cercle de fermières du Québec

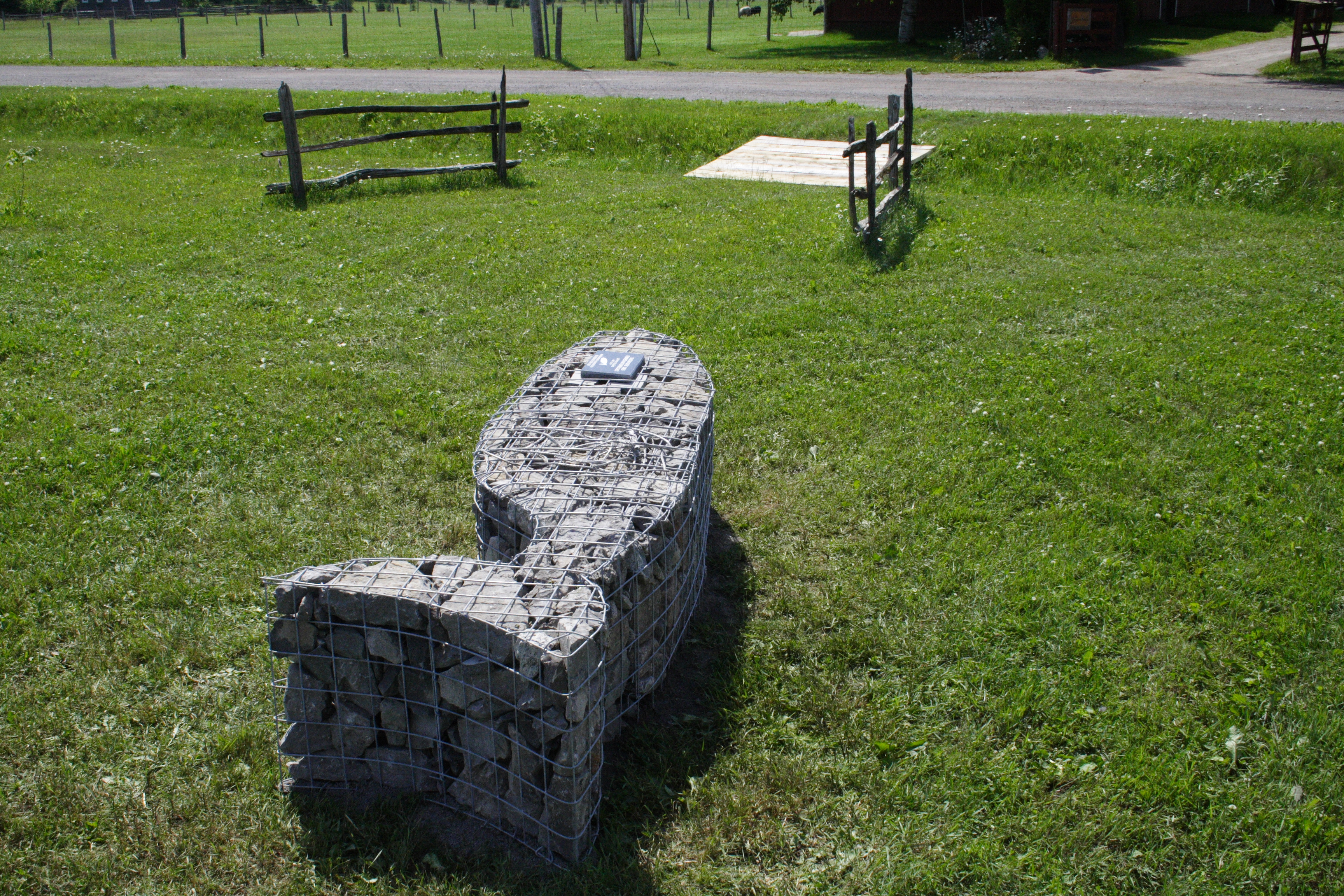
Tacon Site des Fibres Naturelles, 2010

En février 1915, Alphonse Désilets, agronome du ministère de l'Agriculture, et Georges Bouchard, professeur à l'école d'agriculture de Sainte-Anne-de-la-Pocatière, visitent la région du Saguenay—Lac-Saint-Jean et proposent la création de Cercles de fermières. Cette initiative vise notamment à regrouper les jeunes femmes vivant en milieu rural, à favoriser l'échange de connaissances, à améliorer les conditions de vie sur les fermes et à promouvoir l'enseignement de techniques artisanales, culinaires et agricoles. Le 8 février, Alphonse Désilets présente à 22 jeunes femmes réunies dans un hôtel son projet. Le 13 février, le bureau de direction du Cercle de fermières de Chicoutimi voit le jour. Pour cette raison, le collectif d’artistes Interaction Qui dans le cadre de la Grande Marche des Tacons-Sites a dédié le Tacon Site des Fibres Naturelles à Canton-Tremblay qui devient dépositaire du marqueur identitaire fondé sur la conservation des traditions des arts textiles portée par les artisanes régionales.